# ハルツーム国際空港
ハルツーム国際空港（ハルツームこくさいくうこう、阿: مطار الخرطوم الدولي,英: Khartoum International Airport）は、スーダン共和国の首都、ハルツームにある国際空港。

## 就航航空会社と就航都市

### 国際線
| 航空会社                  | 就航地 |
| ------------------------- | --- |
| バドル航空                | カイロ国際空港（カイロ）、ボレ国際空港（アディスアベバ）、ジュバ空港（ジュバ）、マラム・アミヌ・カノ国際空港（カノ）、イスタンブール空港（イスタンブール）、ドバイ国際空港（ドバイ）、キング・アブドゥルアズィーズ国際空港（ジェッダ）                                                                                 |
| タルコ・エア              | カイロ国際空港（カイロ）、アスマラ国際空港（アスマラ）、ジュバ空港（ジュバ）、ンジャメナ国際空港（ンジャメナ）、マラム・アミヌ・カノ国際空港（カノ）、キング・ハーリド国際空港（リヤド）、キング・アブドゥルアズィーズ国際空港（ジェッダ）、キング・ファハド国際空港（ダンマーム）、クィーンアリア国際空港（アンマン） |
| エジプト航空              | カイロ国際空港（カイロ） |
| エチオピア航空            | ボレ国際空港（アディスアベバ）、ンジャメナ国際空港（ンジャメナ） |
| エリトリア航空            | アスマラ国際空港（アスマラ）、マラム・アミヌ・カノ国際空港（カノ） |
| ケニア航空                | ジョモ・ケニヤッタ国際空港（ナイロビ） |
| フェリックエアウェイズ    | アデン国際空港（アデン） |
| サウディア                | キング・ハーリド国際空港（リヤド）、キング・アブドゥルアズィーズ国際空港（ジェッダ） |
| フライナス                | キング・ハーリド国際空港（リヤド）、キング・アブドゥルアズィーズ国際空港（ジェッダ）、プリンス・モハンマド・ビン・アブドゥルアズィーズ国際空港（マディーナ）、キング・ファハド国際空港（ダンマーム）、アブハ国際空港（アブハ）                                                                                         |
| エティハド航空            | アブダビ国際空港（アブダビ） |
| エミレーツ航空            | ドバイ国際空港（ドバイ） |
| フライドバイ              | ドバイ国際空港（ドバイ） |
| エア・アラビア            | シャールジャ国際空港（シャールジャ） |
| ガルフエア                | バーレーン国際空港（バーレーン） |
| サラームエア              | マスカット国際空港（マスカット） |
| シャーム・ウィングス航空  | ダマスカス国際空港（ダマスカス） |
| ロイヤルヨルダン航空      | クィーンアリア国際空港（アンマン） |
| ターキッシュ エアラインズ | イスタンブール空港（イスタンブール） |
| アフリキーヤ航空          | トリポリ・ミティガ国際空港 |
| リビア航空                | トリポリ・ミティガ国際空港 |
| チュニス航空              | チュニス・カルタゴ国際空港 |

### 国内線
| 航空会社     | 就航地 |
| ------------ | --- |
| バドル航空   | ポートスーダン新国際空港（ポートスーダン）、ジュナイナ空港（ジュナイナ）、カッサラ空港（カッサラ）、ニャラ空港（ニャラ）、エル＝ファーシル空港（エル＝ファーシル）、エル＝オベイド空港（オベイド） |
| タルコ・エア | ポートスーダン新国際空港（ポートスーダン）、ジュナイナ空港（ジュナイナ）、ニャラ空港（ニャラ）、エル＝ファーシル空港（エル＝ファーシル）                                                           |
| フライドバイ | ポートスーダン新国際空港（ポートスーダン） |

## 事故およびインシデント
- 1942年1月1日 - Gordon’s Treeを離陸した、イギリス空軍の第71運用訓練部隊（No. 71 Operational Training Unit）に所属するビッカース ウェルズレイ Mark I L2660が大破した[1]。
- 1952年8月27日 - イギリス軍需省が運航するビッカース バイカウント（機体記号:G-AHRF）が、着陸時に右側の降着装置を破損して修復不能となった[2]。
- 1983年7月19日 - 石油企業シェブロンのダグラス C-47A（機体記号:N480F）が離陸直後にエンジントラブルによって胴体着陸した。両エンジンが停止しており、原因は燃料のコンタミネーションだと推定されている。27人の乗員・乗客全員が生存している[3]。
- 2008年6月10日 - スーダン航空109便オーバーラン事故。アンマン発・ダマスカス経由の定期便がオーバーランし、火災によって乗員乗客214名のうち30名が犠牲となった[4]。
- 2008年6月30日 - Ababeel Aviationが運航するIl-76TD貨物機（機体記号:ST-WTB）が離陸直後に墜落した。乗員4名全員が犠牲となった[5][6]。
- 2018年10月3日 - 滑走路を走行していたスーダン空軍のAn-26が同じくスーダン空軍のAn-32に後ろから追突され、大破した[7][8]。
- 2023年4月15日 - スーダン軍（英語版）と即応支援部隊(RSF)の間で発生した戦闘（2023年スーダンでの戦闘）により、サウディアのエアバスA330-300（機体記号:HZ-AQ30）やスカイアップ航空のボーイング737-800（機体記号:	UR-SQH）を含む複数の民間機が破壊された[9][10]。